# Omyomymar silvanum
Omyomymar silvanum är en stekelart som först beskrevs av Dmitriy Alekseevich Ogloblin 1935.  Omyomymar silvanum ingår i släktet Omyomymar och familjen dvärgsteklar. Inga underarter finns listade i Catalogue of Life.